# قهجاورستان
قَهجاوَرِستان شهری در بخش مرکزی شهرستان اصفهان در حاشیه استان اصفهان است. فاصله قهجاورستان تا مرکز شهراصفهان ۲۱ کیلومتر است.

## جمعیت
این شهردر دهستان قهاب شمالی قرار داشت و بر اساس سرشماری مرکز آمار ایران در سال ۱۳۸۵، جمعیت آن ۶٬۸۵۴ نفر (۱٬۷۸۸خانوار) بوده است.
این آمار در سال ۱۴۰۱، ۱۵۰۰۰نفر اعلام  شده است.